# Peggy Beer
Peggy Beer (née le 15 septembre 1969 à Berlin) est une athlète ayant représenté l'Allemagne de l'Est puis l'Allemagne, spécialiste de l'heptathlon.

## Biographie

### Palmarès
| Date | Compétition                   | Lieu       | Résultat | Performance |
| ---- | ----------------------------- | ---------- | -------- | ----------- |
| 1986 | Championnats du monde juniors | Athènes    | 4e       | 5 591 pts   |
| 1987 | Championnats d'Europe juniors | Birmingham | 1re      | 6 068 pts   |
| 1988 | Championnats du monde juniors | Sudbury    | 3e       | 6 067 pts   |
| 1990 | Championnats d'Europe         | Split      | 3e       | 6 531 pts   |
| 1991 | Championnats du monde         | Tokyo      | 7e       | 6 380 pts   |
| 1992 | Jeux olympiques               | Barcelone  | 6e       | 6 434 pts   |
| 1994 | Championnats d'Europe         | Helsinki   | 6e       | 6 275 pts   |
| 1996 | Jeux olympiques               | Atlanta    | 13e      | 6 234 pts   |
| 1997 | Championnats du monde         | Athènes    | 9e       | 6 259 pts   |

### Records
| Épreuve    | Performance | Lieu  | Date         |
| ---------- | ----------- | ----- | ------------ |
| Heptathlon | 6 531 pts   | Split | 31 août 1990 |